# Jeanne Merkus

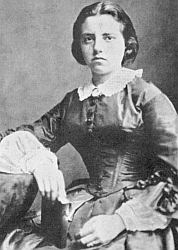
Jeanne Merkus (1879)

Jeanne „Jenny“ Merkus, auch Jovanka Merkusova, (* 11. Oktober  1839 in Batavia; † 1. Februar 1897 in Utrecht) war eine niederländische Abenteurerin, die auf Seiten der Serben gegen das Osmanische Reich kämpfte und ein Gebäude für den „wiederkehrenden Jesus“ in Jerusalem plante.

## Biographie
Jeanne Merkus war eine Tochter von Pieter Merkus (1787–1844), Generalgouverneur von Niederländisch-Ostindien, und von dessen Frau Wilhelmina Niclasina Cranssen (1805–1848). Sie war das siebte von neun Kindern. Pieter Merkus entstammte einer wallonischen Prediger- und Verlegerfamilie, die Mutter war die legitime Tochter einer indischen Sklavin und von Willem Jacob Cranssen (1762?–1821), ehemals ein hoher Beamter der Niederländischen Ostindien-Kompanie. Jennys Mutter war wohlhabend, da sie gemeinsam mit ihrer Halbschwester Catherine Rica, der späteren Großmutter des Schriftstellers Louis Couperus, das beachtliche Vermögen ihres Vaters geerbt hatte. Als Jeanne Merkus vier Jahre alt war, starb ihr Vater, und die Familie zog in die Niederlande, wo die Mutter vier Jahre später ebenfalls starb. Die Kinder kamen unter die Vormundschaft eines Onkels, des Pfarrers Charles Guillaume Merkus, mit dem sie zunächst in Amsterdam und ab 1850 in Arnhem lebten. Beeinflusst durch diesen Onkel wurde Jeanne Merkus sehr religiös, auch lernte sie Französisch, Deutsch, Englisch, Griechisch, Latein und Hebräisch. Sie bewunderte Florence Nightingale und Jeanne d’Arc und beschloss, nicht zu heiraten und etwas „Großes“ zu vollbringen.
Mit 23 Jahren erbte Jenny Merkus den Nachlass ihrer Mutter, nach heutigem Wert rund 30 Millionen Euro. Sie zog zu der Komponistin, Schriftstellerin und Feministin Catharina van Rees; 1863 veröffentlichte van Rees eine Sonate, die Merkus gewidmet war. Die beiden Frauen erregten Aufsehen, weil sie Zigarren rauchten und breitbeinig ritten. Nach einigen Jahren kühlte sich ihre Freundschaft ab, und Anfang 1869 ging Merkus auf Reisen nach Italien und Frankreich. Während des Deutsch-Französischen Krieges befand sich Jeanne Merkus zur Zeit der Belagerung von Paris in der französischen Hauptstadt und versorgte als Krankenschwester verwundete Soldaten. Nach der Ausrufung der Pariser Kommune blieb sie in Paris: „Das blutige Ende des Idealstaates im Mai 1871 deutete Merkus als Armageddon – sie erwartete, dass die in der Apokalypse vorhergesagte Wiederkunft Christi nahe war.“
1871 ging Merkus nach Rom, das gerade Hauptstadt des geeinten Italiens geworden war. Sie plante zunächst, dort ein „Gebäude zur Verherrlichung Gottes“ errichten zu lassen, das „dem wiederkehrenden Jesus“ und seinen Anhängern bei seiner baldigen Wiederkunft dienen sollte, entschied sich aber dann für Jerusalem als Standort und reiste nach Palästina. Nachdem das Fundament des Gebäudes gelegt war, überließ Merkus die Arbeit dem Architekten und kehrte nach Europa zurück, wo sie sich hauptsächlich in Paris und Italien aufhielt.
Nachdem Merkus vom Aufstand der christlichen Bewohner der Herzegowina gegen die Regierung der Osmanen erfahren hatte, beschloss sie, sich persönlich zu engagieren. Im Dezember 1875 berichtete ein niederländischer Journalist, dass er Jeanne Merkus dort gesehen hatte. Sie gehörte als einzige Frau zu den Kämpfern von Mićo Ljubibratić, eines serbischen „Insurgentenführers“, die in der Gegend von Dubrovnik operierten. Der Journalist gab an, dass sie Männerkleidung trug und die Kämpfer nicht nur finanziell unterstützte, sondern auch an Sprengungen und Kämpfen teilnahm. Andere Berichterstatter bezeichneten sie als Jeanne d’Arc der Herzegowina oder als „‚Amazone‘ Fräulein Merkus“: „Sie ist etwa 32 Jahre alt, hat männliche Züge, eine dicke, mit Sommersprossen bedeckte Nase, aufgeworfene Lippen, trägt ihr rabenschwarzes, jedoch schon mit einigem Grau gemischtes Haar kurz geschnitten und ist in die herzegewonische Männertracht gekleidet. Dabei hat sie schwarze Augen, mit denen sie grimmig dreinzusehen versteht. [...] Sie hängt mit einer abgöttischen Verehrung an Ljubibratich, wobei jedoch Gefühle zärtlicherer Natur gänzlich ausgeschlossen ist – wie sie denn auch gehörig der Rumflasche zuzusprechen weiß.“ Im März 1876 wurden Merkus, Ljubibratić und seine Gruppe auf herzegowinischem Gebiet von Soldaten Österreich-Ungarns gefangen genommen. Weil Jeanne Merkus eine Niederländerin und eine Frau war, wurde sie abgeschoben. Schwer erkrankt reiste sie anschließend dennoch nach Belgrad, wo sie nach ihrer Genesung als Galionsfigur der nationalistischen Bewegung zur Befreiung der Serben gefeiert wurde.
Nach Ausbruch des serbisch-türkischen Krieges am 1. Juli 1876 trat Jenny Merkus unter dem Namen Jovanka Merkusova in die serbische Armee ein. Hier wurde sie für die Soldaten zu einer fast mythischen Figur, die an vorderster Front kämpfte; zwischen den Gefechten kümmerte sie sich um die Lazarette. Schließlich musste sie am 15. August 1876 Serbien verlassen, nachdem sie einen der Generäle verärgert hatte. Ein österreichischer Korrespondent berichtete: „Von denen, die man aus Belgrad ausgewiesen hat […] wird niemand Klagelieder singen, höchstens […] das hirnverbrannte Fräulein Merkus. Sie kann ihre schönen blanken Dukaten beweinen, die sie mit beiden Händen in den bodenlosen Sack geworfen hat, in dem die Serben ihre Mittel zur Fortführung des Krieges zusammenbetteln.“
Im März 1878 kehrte Merkus nach Palästina zurück, um den Bau ihres Hospizes weiterzuführen. Ein Jahr später ging ihr Geld aus, da ihr laut einer französischen Zeitung ihre Geschwister die Gelder gesperrt hatten, und sie musste den Bau wieder einstellen. 1895 kam sie mittellos und krank in Paris an. Im Jahr darauf wurde sie in das Haus eines ihrer Brüder in Utrecht gebracht und von dort in ein Krankenhaus. Dort starb Jenny Merkus am 1. Februar 1897 im Alter von 57 Jahren.